# Raj Bhavsar
Raj Bhavsar (né le 7 septembre 1980 à Houston) est un gymnaste artistique américain.

## Biographie
Raj Bhavsar intègre l'équipe nationale américaine en 1999. Il remporte aux Jeux olympiques d'été de 2008 à Pékin la médaille de bronze du concours général par équipe. Il participe aussi au concours des anneaux, des barres parallèles, du cheval d'arçons et du sol, sans dépasser le stade des qualifications.

## Palmarès

### Jeux olympiques
- Pékin 2008
  -  médaille de bronze au concours général par équipes.

### Championnats du monde
- Gand 2001
  -  médaille d'argent au concours général par équipes.
- Anaheim 2003
  -  médaille d'argent au concours général par équipes.

### Jeux panaméricains
- Winnipeg 1999
  -  médaille d'argent au concours général par équipes.